# Смена личности
«Смена личности» (англ. True Identity) — кинофильм режиссёра Чарльза Лэйна. Другие варианты перевода названия фильма: «Перемена облика», «Подлинная личность».

## Сюжет
Актёра Майлса Поупа преследует мафия, потому что тот случайно узнал то, что ему знать не следовало. Чтобы спасти свою жизнь, Майлс меняет внешность и работу. Он становится киллером, причём его первый заказ — заказ на него самого.

## В ролях
- Ленни Генри — Майлс Поуп
- Фрэнк Ланджелла — Лиланд Карвер
- Чарльз Лэйн — Дуэйн
- Джей Ти Уолш — Хьюстон
- Энн-Мари Джонсон — Кристи
- Андреас Катсулас —  Энтони
- Майкл Маккин — Харви Купер
- Пегги Липтон — Рита
- Билл Рэймонд — Грюнфелд

## Даты премьер
Даты приведены в соответствии с данными IMDb.
- США — 23 августа 1991 года
- Великобритания — 13 сентября 1991 года
- Финляндия — 3 января 1992 года